# Syllepte gastralis
Syllepte gastralis là một loài bướm đêm trong họ Crambidae.